# Тест на Сонди
Тестът на Сонди (гено-тест или тест за диагностика на нагоните) е психологическо изследване, наречено на унгарския си създател Леополд Сонди в Будапещенския университет, Будапеща, Унгария.
Това е проективен личностен тест, подобен на добре познатия тест на Роршах. Тестът на Сонди съдържа серия от 48 различни снимки (6 серии по 8 снимки) на лица на душевноболни пациенти. Тестваният е инструктиран да избере двете снимки, които най-много му допадат и двете, които най-малко харесва. Предполага се, че изборът на четири или повече снимки от една и съща категория, би отразявал предполагаемата патология на пациента.
Сонди разделя резултатите на четири различни класа: хомосексуален/садистичен, епилептичен/хистеричен, кататоничен/параноичен и депресивен/маниакален.
Логиката на теста се основава на т.нар. от Сонди генотропизъм – идеята, че специфични гени регулират обектния избор на личността и че индивидите търсят близостта на носителите на гени, подобни на техните. Афективният избор, вярва Сонди, не се прави случайно, а е резултат от определено преживяване, произведено от обект (снимките) върху субекта (пациента).
Снимките, които не са избрани, според Сонди отразяват задоволени тенденции; тези, които са избрани като симпатични, отразяват тенденции, които могат да се осъществят; посочените като антипатични пък, отразяват изтласкано влечение или подсказват силата на противоположното влечение.
Тестът е широко критикуван, най-вече от психоаналитиците.